# Фёдоровский сельский совет (Каховский район)
Фёдоровский сельский совет (укр. Федорівська сільська рада) — входит в состав
Каховского района
Херсонской области
Украины.
Административный центр сельского совета находится в 
пос. Фёдоровка.
До 2018 года сельский совет носил название Розо-Люксембургский, переименован в рамках декоммунизации.

## История
- 1934 — дата образования.

## Населённые пункты совета
- пос. Фёдоровка
- пос. Слиненко
- пос. Сокирки